# 東インド映画会社
東インド映画会社（ひがしインドえいががいしゃ、East India Film Company）は、イギリス領インド帝国時代のベンガル管区カルカッタに存在した映画製作会社。国際的な映画祭で作品が上映された最初のインドの映画製作会社である。1932年にR・L・ケムカによって設立された同社は、西ベンガル映画、ヒンディー語映画、ウルドゥー語映画（後のパキスタン映画）、テルグ語映画、タミル語映画を含む複数の地域にまたがり映画を製作するパイオニアとなった。同社の設立以前は映画製作は各地域ごとに制限されており、地域をまたがり製作することは認められていなかった。

## 歴史
1932年、ベンガル地方のマールワーリー人ビジネスマンであるR・L・ケムカは、RCAフォトフォン・スタジオを買収し、ミッチェル撮影機を購入した後に東インド映画会社を設立した。1933年に同社初の映画『Jamuna Puline』がプリヤナート・ガングリー（マダン・シアターから移籍）によって製作された。同作の成功により、東インド映画会社はヒンディー語映画だけではなく、南インドの様々な言語の映画を製作する映画スタジオに成長した。その後、同社はヒット作となった『Savitri』（テルグ語）、『Ramayan』（タミル語）を含む映画を1年で12本製作している。
1933年にデーバキー・ボースが製作した『Seeta』は東インド映画会社が製作した最初のトーキー映画であり、1934年にはヴェネツィア国際映画祭で上映され名誉賞を受賞した。ボースは1936年に東インド映画会社の下で『Sonar Sansar』を製作している。
7万5,000ルピーの製作費をかけて製作された『Savitri』は興行的な成功を収めた。同作はC・プライアーが監督、ヴェムリ・ガッガイアーとダサーリ・ラーマティラカムが主演を務めている。また、『Seeta』と同じくヴェネツィア国際映画祭で上映され名誉賞を受賞した。

## 製作作品
- Jamuna Puline（1933年）
- Savitri（1933年）
- Radha Krishna（1933年）
- Nala Damyanti（1933年）
- King for a Day（1933年）
- Aurat Ka Pyar（1933年）
- Sultana（1934年）
- Seeta（1934年）
- Night Bird（1934年）
- Kismet Ki Kasauti（1934年）
- Chandra-Gupta（1934年）
- Step Mother（1935年）
- Selima（1935年）
- Murderer（1935年）
- Baghi Sipahi（1936年）
- Sunehra Sansar（1936年）